# Acraea pseudepaea
Acraea pseudepaea är en fjärilsart som beskrevs av Dudgeon 1909. Acraea pseudepaea ingår i släktet Acraea och familjen praktfjärilar. Inga underarter finns listade i Catalogue of Life.